# Charles Grenfell (1790-1867)
Charles Pascoe Grenfell (4 avril 1790 - 21 mars 1867) est un homme d'affaires britannique et homme politique du Parti libéral.

## Biographie
Il est le fils du cornouaillais Pascoe Grenfell et de Charlotte (née Grenfell). Il est administrateur de la Banque d'Angleterre de 1830 à 1864. Il est également président du conseil d'administration de la London Brighton and South Coast Railway de 1846 à 1848.
Grenfell est député de Preston de 1847 à 1852 et de 1857 à 1865.

## Famille
Il épouse Lady Georgiana Frances, fille de William Molyneux (2e comte de Sefton), en 1819. Ils ont deux fils, Charles Grenfell et Henry Grenfell (en), et deux filles, Maria Georgiana, qui épouse Frederick Paget, et Louisa Henrietta, qui épouse Theodore Walrond. La famille vit à Taplow Court, Taplow, Buckinghamshire.
Lady Georgiana est décédée en juin 1826. Grenfell lui survit plus de 40 ans et meurt à son domicile, Taplow Court, en mars 1867, à l'âge de 76 ans.